# والتر غوردون (أستاذ جامعي)
والتر غوردون (بالألمانية: Walter Gordon)‏ هو فيزيائي نظري وفيزيائي ألماني، ولد في 13 أغسطس 1893 في آبلدا في ألمانيا، وتوفي في 24 ديسمبر 1939 في ستوكهولم في السويد.